# Aleksander Igličar
Aleksander Igličar, magister ekonomskih znanosti, * 1. julij 1962, Godešič.

## Življenje in delo
Aleksander Igličar je od 2009 zaposlen kot višji predavatelj za računovodstvo na Ekonomski fakulteti v Ljubljani. Od 2006 do 2009 je bil vodja CISEF-a, centra za poslovno izpopolnjevanje in svetovanje Ekonomske fakultete, leta 2005 je bil direktor računovodstva v družbi Merkur, d.d., od leta 1992 do 2005 pa je delal v družbi Iskraemeco, d.d., zadnjih pet let kot član uprave za finance in računovodstvo.
Je predavatelj na Ekonomski fakulteti v Ljubljani in glavni avtor učbenika Osnove računovodstva (Ekonomska fakulteta v Ljubljani, 2018 (zadnja izdaja) ter soavtor knjige Računovodstvo za managerje (Založba GV, 2011).  
V letu 2020 je bil član nadzornega sveta Iskra Mehanizmi Holding, d.d., in Slovenske tiskovne agencije, d..o.o, ter član revizijske komisije Nadzornega sveta Poslovni sistem Mercator. Od januarja 2021 je član nadzornega sveta Telekom Slovenije, d.d.  
Od leta 2003 do leta 2006 je bil predsednik odbora za praznovanje tisočletnice Godešiča (1006-2006), od leta 2008 do 2020 je bil predsednik Muzejskega društva Škofja Loka.

### Članki
Je avtor več strokovnih člankov s področja računovodstva in poslovnih financ. Za razne zbornike in serijske publikacije (Loški razgledi, Godešič ob tisočletju, Doneski, Dobrave) je spisal več člankov o zgodovini.

## Monografske publikacije
Soavtor knjige Računovodstvo za managerje (Gospodarski vestnik, Ljubljana, 1997).
Je avtor in soavtor večjega števila učbenikov iz računovodstva, ki so izšli v založbi Ekonomske fakultete.